# Symphonie no 10 de Milhaud
Pour les articles homonymes, voir Symphonie no 10.
La Symphonie no 10, op. 382 est une œuvre pour orchestre du compositeur français Darius Milhaud. Elle a été composée en 1960 pour le 100e anniversaire de l'État de l'Oregon. La création de la symphonie a été faite à Portland (Oregon) le 4 avril 1961.

## Structure
La dixième symphonie de Milhaud comporte quatre mouvements. Les titres des mouvements sont les suivants :
1. Décidé (env. 5 min)
2. Expressif (env. 9 min 30 s)
3. Fantasque (env. 4 min 40 s)
4. Emporté (env. 5 min)

La durée d'exécution est d'environ 24–25 minutes.
Cette symphonie est publiée par Heugel & Cie.

## Enregistrements
- 1993 Orchestre symphonique de Bâle, chef : Alun Francis (CPO), faisant partie du coffret des Symphonies No. 1-12 de Milhaud chez CP